# 曾鲸
曾鲸（1564年—1647年），字波臣，福建省兴化府莆田县人，明朝后期畫家，以畫作傳神知名。

## 生平
嘉靖四十三年（1564年）出生，曾居南京，擅畫人像，曾为董其昌、陈继儒、项子京、葛一龙、王时敏、张卿子、黄道周等名士画肖像，俨然若生。曾鲸繪畫風格注重墨骨，绝无添加累赘之物，吴修稱其“犹有宋人浑穆之意”，並吸取西洋的繪畫技法，講究明暗，稱“如鏡取影，妙得神情。其傅色淹潤，點睛生動，虽在楮素，盼睐嚬笑，咄咄逼真。”日人大村西崖说：“曾波臣乃折衷其法（西法），而作肖像，所谓江南派写照也。”其畫法曾風行一時，“挟技以游四方，累致千金”，弟子滿天下，如金榖生、王弘卿、张玉珂、顾云仍、廖君可、沈尔调、顾宗汉、张子游等，時人稱“波臣派”。
崇祯七年（1634年）十月，张岱与曾鲸在西湖苏堤附近定香桥不期而遇，當時尚有陈洪绶、赵纯卿、彭天锡、陈素芝等人。崇祯十一年（1638年），至浙江余姚，为黄宗羲之父黄尊素画像。晚年有眼疾，“目不能细视”。永曆元年（1647年）卒於南京。

## 作品
曾鲸存世作品约二十五件，有《王时敏小像》、《葛一龙像》、《黄道周像》、《严用晦像》等传世，由各大博物馆收藏。《王时敏像》现藏於天津市艺术博物馆。《葛一龙像》现藏於北京故宫博物院。《张卿子像》现藏于浙江省博物馆。《严用晦像》题跋者包括沈朗倩、黄应蛟、葛一龙、卢伦、张喦、严汴、王祚鼎、倪鲲、陈继儒、丘从政、朱雪、陆应阳、钱大昕、冒广生等，此畫於2009年中國嘉德秋季拍賣會賣出。
| - 《张卿子像》 - 《葛一龙像》 - 王时敏二十五岁小像，曾鲸绘，顾秉谦题款，现藏天津市艺术博物馆 - 黃道周像 - 趙士諤像 |

## 波臣派人物
| 姓名   | 字   | 出身地         | 備考         | 出典                |
| ------ | ---- | -------------- | ------------ | ------------------- |
| 郭鞏   | 無疆 | 福建莆田       |              | 《國朝畫徵錄》卷上  |
| 劉祥開 | 瑞生 | 福建汀州       |              | 《圖繪寶鑑續纂》卷2 |
| 謝彬   | 文候 | 浙江上虞       |              | 《國朝畫徵錄》卷上  |
| 徐易   | 象九 | 浙江山陰       |              | 同上                |
| 張琦   | 玉可 | 浙江嘉興       |              | 同上                |
| 張遠   | 子游 | 浙江無錫       |              | 同上                |
| 沈紀   | 聿修 | 浙江秀水       |              | 同上                |
| 沈韶   | 爾調 | 江蘇華亭       |              | 同上                |
| 顧雲仍 | 雲臣 | 江蘇太倉或吴江 | 居住蘇州虎丘 | 《明畫錄》          |
| 廖大受 | 君可 | 福建           | 客居江蘇宜興 | 同上                |
| 顧企   | 宗漢 | 江蘇松江       |              | 《圖繪寶鑑續纂》卷2 |
| 金穀生 |      |                |              | 《明畫錄》          |
| 王宏卿 |      |                |              | 同上                |